# I nottambuli
I nottambuli (Nighthawks) è un dipinto di Edward Hopper; realizzata nel 1942, l'opera è tra le più famose e riconoscibili dell'artista statunitense.
È esposta all'Art Institute a Chicago, che ne entrò in possesso il 13 maggio 1942, a pochi mesi dal completamento, acquistandola per 3000 $.

## Storia
Nighthawks nacque da un'idea del pittore statunitense Edward Hopper nel 1941. Prima di dipingere la versione definitiva sulla tela, Hopper dipinse uno schizzo della scena sul suo quadernino per i disegni.
Il titolo originale dell'opera è Nighthawks che letteralmente in italiano significa ”falchi notturni” ma in slang indica le persone che vivono di notte, i nottambuli.
Il quadro venne completato il 21 gennaio 1942 e poi esposto nella galleria d'arte di Rehn. In quell'occasione il dipinto venne messo in vendita e venne acquistato da Daniel Catton Rich, il direttore dell'Art Institute of Chicago, il 13 maggio 1942.

## Descrizione
Josephine, la moglie del pittore, in una lettera indirizzata a Marion, la sorella di Edward, incluse una breve descrizione del quadro I nottambuli su cui Hopper stava lavorando:
Fuori dal locale la strada è deserta perché la scena è ambientata a notte fonda. Non c'è alcuna interazione tra i protagonisti e ciascuno di loro è immerso nei propri pensieri.
Tale atteggiamento mette in risalto il tema principale del quadro: la solitudine.
Non è chiaro se il locale dipinto nel quadro fosse reale o fosse frutto dell'immaginazione del pittore. Lo stesso Hopper disse che si era ispirato ad un locale che si trovava a Greenwich Village, nel quartiere di Manhattan. Alcuni studiosi ritengono invece che questo bar dovesse trovarsi a Mulry Square, all'incrocio tra la 7ª Avenue South, Greenwich Avenue e l'11ª West Street, a sette isolati dallo studio del pittore. Kelly Grovier lo considerò "il Grande dipinto americano".

## Nella cultura di massa
- Un locale identico a quello del dipinto è stato ricreato nel film Profondo rosso di Dario Argento, che volle così omaggiare l'artista statunitense.